# James McHenry
James McHenry (Ballymena, Noord-Ierland, 16 november 1753 — Baltimore, Maryland, 3 mei 1816) was een Amerikaans politicus. Hij was de derde minister van Oorlog en een van de ondertekenaars van de Amerikaanse Grondwet.

## Levensloop
McHenry groeide op in Ierland en studeerde in Dublin. Door een overmatige focus op de studie werd hij ziek. Daarom zond zijn familie hem naar Philadelphia waar hij introk bij een oudere broer. In Amerika vervolgde hij zijn studie onder Benjamin Rush en werd arts. Na de dood van zijn vader in 1782 erfde hij een fortuin en was financieel onafhankelijk.
In de hoedanigheid van arts nam McHenry deel aan de Amerikaanse Onafhankelijkheidsoorlog. In november 1776 werd hij gevangengenomen door de Britten. Als krijgsgevangene deed hij verslag van de zeer gebrekkige medische zorg voor de andere krijgsgevangen. In maart 1778 lieten de Britten hem vrij. Generaal George Washington was onder de indruk van de verrichtingen van McHenry en benoemde hem als zijn secretaris. In die hoedanigheid nam hij deel aan de Slag bij Monmouth. In augustus 1780 maakte de arts de overstap naar de staf van generaal Lafayette en bleef tot de herfst van 1781 in dienst van het leger.
Na zijn vertrek uit het leger werd McHenry gekozen in de Senaat van de staat Maryland. Deze vaardigde hem in 1784 af naar het Continental Congress. Namens diezelfde staat nam hij deel aan de Constitutional Convention waar een Grondwet werd opgesteld. Vervolgens was McHenry ook een van de ondertekenaars. Na de Conventie diende hij nog een aantal jaren in het Huis van Afgevaardigden en de Senaat van Maryland.
President Washington had in zijn tweede termijn moeite om genoeg geschikte leden te vinden voor zijn kabinet. Timothy Pickering had de overstap gemaakt van het ministerie van Oorlog naar het ministerie van Financiën en verschillende personen die door Washington benaderd werden weigerden. Daarom benaderde deze zijn oude vriend. McHenry werd in januari 1796 benoemd tot minister van Oorlog. In die functie was hij verantwoordelijk voor een zorgvuldige overdracht van verschillende Britse militaire posten aan de Amerikanen. Dat was zo afgesproken in het Verdrag van Jay. Ook stond hij aan de basis van de vorming van het United States Department of the Navy.
Na het vertrek van Washington en het aantreden van John Adams als nieuwe president bleef McHenry aan als minister. Adams vond echter steeds meer hinder van McHenry en twee andere ministers, namelijk Timothy Pickering en Oliver Wolcott. Volgens de nieuwe president dansten ze meer naar de pijpen van zijn rivaal Alexander Hamilton dan dat zijn opdrachten werden uitgevoerd. De drie namen zelfs publiekelijk afstand van de president. McHenry vond dat de president te vaak afwezig was uit de hoofdstad en veel verantwoordelijkheden neerlegde bij ministers, maar hun niet de middelen gaf om het werk voldoende uit te voeren. De vele openlijke ruzies deden afbreuk aan de reputatie van Adams en bereidde de weg voor Thomas Jefferson als de volgende president.Toen Adams de presidentsverkiezingen van 1800 had verloren ontsloeg hij McHenry en benoemde Samuel Dexter als de nieuwe minister van Oorlog.
McHenry kocht in 1792 een stuk land en stichtte de stad Fayetteville ter ere van zijn vriend Lafayette. Na zijn terugtreden als minister bleef hij ook veel corresponderen met oude politiek vrienden als Pickering en Benjamin Tallmadge. Hij zag zichzelf als aanhanger van de Federalistische Partij. In 1814 raakte de voormalige minister verlamd door een aanval. Twee jaar later overleed hij.